# 경기국제관광박람회
경기국제관광박람회(Gyeonggi international Travel Mart)는 경기도가 주최하고 경기관광공사가 주관하는 국내외종합박람회이다. 2003년 경기도의 관광잠재력을 국내외에 알리기 위해  세계도자 비엔날레 개최에 맞춰 이천시 설봉공원에서 처음으로 개최되었다. 이후 2005년 한국국제전시장(KINTEX) 개장을 계기로 국제적인 면모를 갖추기 시작하였으며, 국내외 다양한 관광정보와 전시교역을 중심으로 매년 개최하여 오고 있다.

## 행사내용
- 여행상품판매관 ~~ 맟춤형 여행정보, 특별한 상품가격!

국내Top4 여행사참가/ 하나투어, RedCap투어, 모두투어, 여행박사 등
국내외 여행상품을 현장에서 맞춤형 상담 및 4일간 특가 할인상품 판매
- 레저관광테마관 ~~ 신나게 즐겨보자! 하늘, 땅, 바다...

항공레저 경량항공기, 패러글라이딩, 지상레저MTB
캠핑용품, 캠핑카, 바다레저(요트,보트), 아웃도어용품전시, 할인판매
- 뷰티체험관 ~~ 예비숙녀, 주부를 위한 부티체험&할인마켓

화장품, 메이크업, 헤어, 미용, 패션, 네일아트
뷰티패션쇼, 헤어아트쇼, 천연화장품만들기, 뷰티페인팅, 액세서리만들기
- 농촌체험관광관 ~~ 멋진관광, 오랜감동 - 아름다운 농촌체험!

다양한 농촌체험마을과 농촌체험관광프로그램
볏짚공예, 인절미만들기, 연만들기체험 등
- 겨울관광테마관 ~~ 겨울여행의 모든 것!

겨울축제(포천동장군축제, 가평자라섬씽씽축제, 화천산천어축제, 태백눈꽃축제) 소개
평창동계올림픽 소개, 겨울스포츠 소개
인조아이스링크 체험(피겨스케이트, 아이스하키, 컬링)
리조트안내 및 장비전시, 스키&리프트 할인행사

## 연혁
- 제1회
  - 개최년도 : 2003년[1]
  - 기간/장소 : 9.1~9.30(30일)/세계도자기엑스포 이천행사장
  - 참가규모 : 7개국,40개 기관단체

- 제2회
  - 개최년도 : 2004년[2]
  - 행사주제 : '세계관광의 떠오르는 보석, 아름다운 경기도'
  - 기간/장소 : 9.16~9.19(4일)/수원월드컵경기장 전시관
  - 참가규모 : 8개국, 14개 기관

- 제3회
  - 개최년도 : 2005년[3]
  - 행사주제 : '경기도에 오시면 관광의 모든것을 얻을 수 있습니다.'
  - 기간/장소 : 9.11~9.14(4일)/KINTEX 2홀(10.773m2)
  - 참가규모 : 8개국 10개 관광단체, 총110개 지자체 및 관광업체 참가

- 제4회
  - 개최년도 : 2006년[4]
  - 행사주제 : '365일 대한민국 체험의 장, 경기도가 대한민국 관광산업의 미래를 엽니다'
  - 기간/장소 : 11.16~11.19(4일)/KINTEX 3홀(10.773m2)
  - 참가규모 : 20개국, 200여 기관

- 제5회
  - 개최년도 : 2007년[5]
  - 행사주제 : '경기도가 한국관광의 미래를 엽니다!'
  - 기간/장소 : 11.15~11.18(4일)/KINTEX 4홀(10.773m2)
  - 참가규모 : 26개국 207개 기관

- 제6회
  - 개최년도 : 2008년[6]
  - 행사주제 : '경기도가 한국관광의 미래를 엽니다!'
  - 기간/장소 : 11.13~11.16(4일)/ KINTEX 1·2홀(21.384m2)
  - 참가규모 : 30개국 302개 기관

- 제7회
  - 개최년도 : 2009년[7]
  - 행사주제 : '경기도가 한국관광의 미래를 엽니다!'
  - 기간/장소 : 11.12~11.15(4일)/ KINTEX 1·2홀(21.384m2)
  - 참가규모 : 세계 35개국, 350개 기관

- 제8회
  - 개최년도 : 2010년[8]
  - 행사주제 : '경기도가 대한민국 관광의 미래를 엽니다!'
  - 기간/장소 : 11.11~11.14(4일)/ KINTEX 2홀(10.733m2)
  - 참가규모 : 25개국, 280개 기관